# Tus Airways
Tus Airways is een luchtvaartmaatschappij uit Cyprus, met het hoofdkwartier in Larnaca. De hub is het vliegveld van dezelfde plaats, Luchthaven Larnaca. 
De maatschappij is opgericht in 2015 en voerde haar eerste vlucht uit op 14 februari 2016. In maart 2018, vloog de maatschappij op verschillende bestemmingen in Griekenland en Israël, zowel regulier als gecharterd.

## Geschiedenis
Tus Airways is opgericht in 2015 met steun van investeerders uit Europa en de Verenigde Staten. Het was de eerste maatschappij van het eiland na het faillissement van Cyprus Airways in 2015. De eerste vluchten werden uitgevoerd vanaf 14 februari 2016 met een Saab 340B die vloog naar de Israëlische steden Tel Aviv en Haifa. In juli 2016 ontving de maatschappij haar eerste Saab SF-2000, waarmee de capaciteit op de routes werd verhoogd. De eerste straalvliegtuigen, twee Fokker 100's werden aangeschaft in juni 2017, gevolgd door vijf Fokker 70's. Dit bracht het totaal aantal vliegtuigen op zeven. In 2018 kwam Tus met zijn frequentflyerprogramma "Tus&Plus".
Per 28 juli 2020 schortte Tus Airways, met het oog op de impact van de coronacrisis, alle activiteiten voor onbepaalde tijd op..

## Bestemmingen
In november 2018 werd gevlogen naar de volgende bestemmingen
- Cyprus: Larnaca (Luchthaven Larnaca)
- Cyprus: Paphos (Luchthaven Paphos)
- Griekenland: Ioannina
- Israël: Tel Aviv (Luchthaven Ben-Gurion, Luchthaven Sde Dov)

### Voormalige bestemmingen
- Griekenland: Alexandroupolis
- Griekenland: Athene (Luchthaven Athene)
- Griekenland: Kefalonia (Luchthaven Kefalonia)
- Griekenland: Kos (Luchthaven Kos)
- Griekenland: Araxos (Luchthaven Araxos)
- Griekenland: Preveza (Luchthaven Aktion)
- Griekenland: Rhodos (Internationale luchthaven van Rhodos)
- Griekenland: Samos (Luchthaven Samos)
- Griekenland: Skiathos (Luchthaven Skiathos)
- Griekenland: Thessaloniki (Luchthaven Thessaloniki)
- Israël: Haifa (Luchthaven Haifa)
- Italië: Rome (Aeroporto di Roma Fiumicino)

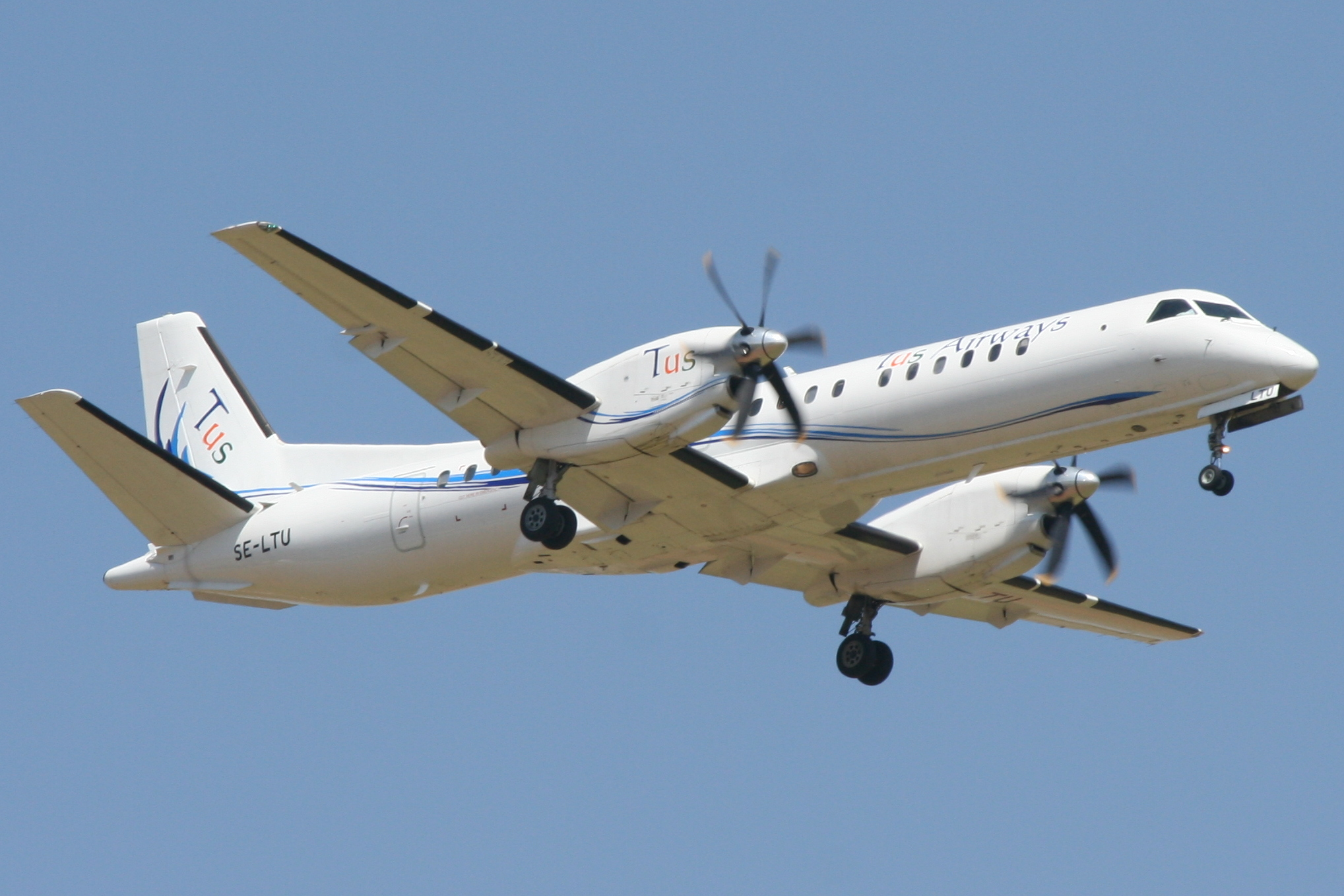
De voormalige Saab SF-2000 van Tus Airways

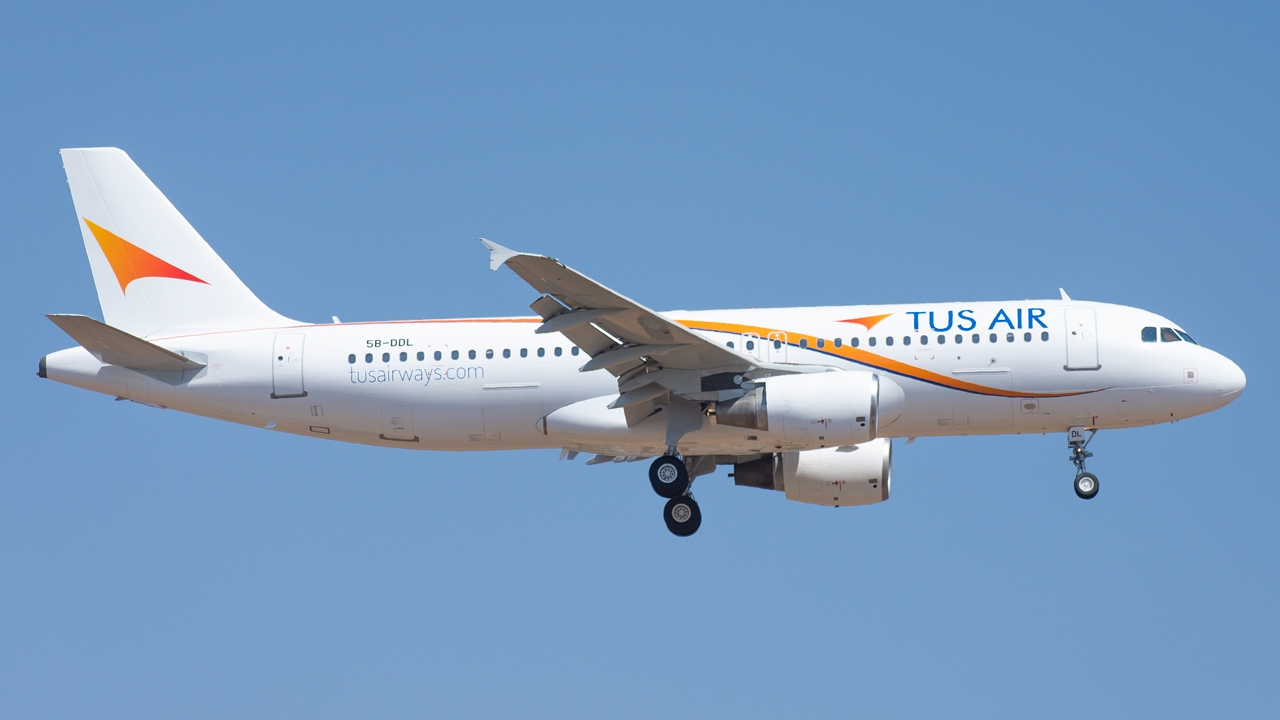
Tus Airways Airbus A320 Tel Aviv airport, Israel

## Vloot
De vloot van Tus Airways bestaat uit: (september 2024
)
- 3 Airbus A320-214

Eerder vloog Tus Airways met):
- 2 Saab 340B - 2015-2017
- 3 Saab 2000 - 2016-2017
- 5 Fokker 70 - 2017-2019
- 2 Fokker 100 - 2017-2019